# Matt Roberts
Matt Roberts, właśc. Matthew Derrick Roberts, (ur. 10 października 1978 w Escatawpa, zm. 20 sierpnia 2016 w West Bend) – amerykański muzyk, były gitarzysta zespołu 3 Doors Down.

## Życiorys
W 1996 roku został gitarzystą zespołu 3 Doors Down, którego był współzałożycielem. W 2012 roku, po 16 latach działalności w grupie, opuścił zespół, m.in. z powodu problemów z krążeniem. 20 sierpnia 2016 roku Matt Roberts został znaleziony nieprzytomny przez obsługę w wejściu do hotelu w West Bend, w którym dzień wcześniej gitarzysta przebywał wraz ze swoim ojcem, Darrelem Robertsem, i przygotowywał się do charytatywnego występu na rzecz weteranów. Przybyli na miejsce funkcjonariusze policji stwierdzili zgon artysty. Uroczystości pogrzebowe odbyły się 26 sierpnia 2016 roku w kościele Three Rivers Assembly of God w Moss Point, w stanie Mississippi. Matt Roberts został pochowany na tamtejszym cmentarzu Serene Memorial Gardens.